# مارسيلو كارني
مارسيلو كارني (بالبرتغالية: Marcelo Carné) هو لاعب كرة قدم برازيلي في مركز حراسة المرمى، ولد في 6 فبراير 1990 في ريو دي جانيرو في البرازيل يلعب حالياً في نادي الجبلين السعودي. شارك مع منتخب البرازيل تحت 15 سنة لكرة القدم ومنتخب البرازيل تحت 17 سنة لكرة القدم. أما مع النوادي، فقد لعب مع نادي تومبينس ونادي فلامنغو.

## وصلات خارجية
- مارسيلو كارني على موقع قاعدة بيانات كرة القدم.إي يو (الإنجليزية)
- مارسيلو كارني على موقع Soccerway.com (الإنجليزية)